# Ciemnosmreczyńska Turnia
Der Ciemnosmreczyńska Turnia (slowakisch Temnosmrečianska veža) ist ein Berg in der polnischen Hohen Tatra mit 2142 m. ü.N.N. Er befindet sich auf dem Hauptkamm der Tatra auf der polnisch-slowakischen Grenze im Massiv der Mięguszowieckie Szczyty. 

## Lage und Umgebung
Unterhalb des Gipfels liegt der Bergsee Meerauge im Tal Dolina Rybiego Potoku. Der Berg liegt in der Nähe der Gipfel Mnich sowie Zadni Mnich und der Bergpass Ciemnosmreczyńska Przełączka trennt ihn von dem Gipfel Turnia nad Wrotami.

## Etymologie
Der polnische Name Ciemnosmreczyńska Turnia lässt sich als Ciemnosmreczyński Turm übersetzen. 

## Besteigungen
Erstbesteigungen:
- Sommer – Janusz Chmielowski am 13. September 1904
- Winter – Wiesław Stanisławski am 31. Dezember 1929

## Tourismus
Der Gipfel ist bei Kletterern beliebt. Als Ausgangspunkt für eine Besteigung eignet sich die Berghütte Schronisko PTTK nad Morskim Okiem. Es gibt keinen markierten Wanderweg auf den Gipfel.

## Belege
- Zofia Radwańska-Paryska, Witold Henryk Paryski, Wielka encyklopedia tatrzańska, Poronin, Wyd. Górskie, 2004, ISBN 83-7104-009-1.
- Tatry Wysokie słowackie i polskie. Mapa turystyczna 1:25.000, Warszawa, 2005/06, Polkart ISBN 83-87873-26-8.